# Плавание на чемпионате мира по водным видам спорта 2025
Соревнования по плаванию на чемпионате мира по водным видам спорта 2025 года состоялись с 27 июля по 3 августа 2025 года в Сингапуре в бассейне Арены чемпионата мира по водным видам спорта.
Всего разыграно 42 комплекта наград. Программа соревнований у пловцов в бассейне не изменилась. Спортсмены России и Беларуси приняли участие в нейтральном статусе, в том числе в эстафетных заплывах, сохраняя условие принадлежности к одному гражданству.
Кэти Ледеки завоевала как минимум одну золотую медаль на своём седьмом чемпионате мира (2013, 2015, 2017, 2019, 2022, 2023, 2025), на всех этих турнирах она выигрывала дистанцию 800 метров вольным стилем. Ледеки довела общее количество своих медалей чемпионатов мира до 30, а золотых — до 23. По обоим показателям в истории плавания она уступает только Майклу Фелпсу (33 медали, в том числе 26 золотых).
Денис Петрашов на дистанции 100 метров брассом принёс Кыргызстану первую в истории медаль чемпионатов мира по водным видам спорта.
Сборная Бельгии усилиями Рос Ваноттердейк завоевала медали в плавании на чемпионате мира впервые с 1994 года.
Лучшим пловцом чемпионата был признан француз Леон Маршан, который выиграл золотые медали на дистанциях 200 и 400 метров комплексным плаванием, а также установил мировой рекорд на дистанции 200 метров комплексным плаванием (1:52.69) в полуфинальном заплыве. У женщин лучшей была признана Саммер Макинтош, которая завоевала 4 золотые и 1 бронзовую медали. Лучшей командой чемпионата была признана сборная США.
По золотым медалям (9) и общему по количеству медалей (29) первое место заняла сборная США. При этом в мужском плавании сборная США выиграла только одно золото. Второе место по медалям (20) и победам (8) заняла команда Австралии. По золотым медалям третье место поделили команды Франции и Канады (по 4), при чём Канаде все 4 золота принесла Саммер Макинтош. По общему количеству наград третье место заняла команда Китая (14), но золото в её составе выиграл только Цинь Хайян на дистанциях 100 и 200 метров брассом.

## Медалисты
- WR — рекорд мира
- =WR — повторение рекорда мира
- CR — рекорд чемпионатов мира
- NR — национальный рекорд
- OR — рекорд Океании
- RA — рекорд Америки

### Мужчины
| Дисциплина                                     | Золото | Серебро | Бронза                                                                                                 |  |  |  |
| 50 м вольный стиль см. подробнее               | Камерон Макэвой — 21,14 Австралия | Бенджамин Прауд — 21,26 Великобритания                                                                              | Джек Алекси — 21,46 США                                                                                |  |  |  |
| 100 м вольный стиль см. подробнее              | Давид Попович — 46,51 CR ER Румыния | Джек Алекси — 46,92 США                                                                                             | Кайл Челмерс — 47,17 Австралия                                                                         |  |  |  |
| 200 м вольный стиль см. подробнее              | Давид Попович — 1.43,53 Румыния | Люк Хобсон — 1.43,84 США                                                                                            | Тацуя Мураса — 1.44,54 NR Япония                                                                       |  |  |  |
| 400 м вольный стиль см. подробнее              | Лукас Мертенс — 3.42,35 Германия | Сэмюэл Шорт — 3.42,37 Австралия                                                                                     | Ким Ву Мин — 3.42,60 Республика Корея                                                                  |  |  |  |
| 800 м вольный стиль см. подробнее              | Ахмед Джауади — 7.36,88 Тунис | Свен Шварц — 7.39,96 Германия                                                                                       | Лукас Мертенс — 7.40,19 Германия                                                                       |  |  |  |
| 1500 м вольный стиль см. подробнее             | Ахмед Джауади — 14:34,41 Тунис | Свен Шварц — 14:35,69 Германия                                                                                      | Роберт Финк — 14:36,60 США                                                                             |  |  |  |
|                                                | | | |  |  |  |
| 50 м на спине см. подробнее                    | Климент Колесников — 23,68 CR Нейтральные спортсмены B                                                                                       | Павел Самусенко — 24,17 Нейтральные спортсмены B                                                                    | — |  |  |  |
| 50 м на спине см. подробнее                    | Климент Колесников — 23,68 CR Нейтральные спортсмены B                                                                                       | Питер Кутзе — 24.17 ЮАР                                                                                             | — |  |  |  |
| 100 м на спине см. подробнее                   | Питер Кутзе — 51.85 AR ЮАР | Томас Чеккон — 51.90 Италия                                                                                         | Йоанн Ндой-Бруар — 51.92 NR Франция                                                                    |  |  |  |
| 200 м на спине см. подробнее                   | Хуберт Кош — 1:53.19 Венгрия | Питер Кутзе — 1:53.36 ЮАР                                                                                           | Йоанн Ндой-Бруар — 1:54.62 Франция                                                                     |  |  |  |
|                                                | | | |  |  |  |
| 50 м брасс см. подробнее                       | Симоне Черазуоло — 26,54 Италия | Кирилл Пригода — 26,62 Нейтральные спортсмены B                                                                     | Цинь Хайян — 26,67 Китай                                                                               |  |  |  |
| 100 м брасс см. подробнее                      | Цинь Хайян — 58.23 Китай | Николо Мартиненги — 58.58 Италия                                                                                    | Денис Петрашов — 58.58 NR Кыргызстан                                                                   |  |  |  |
| 200 м брасс см. подробнее                      | Цинь Хайян — 2:07.41 Китай | Иппэй Ватанабэ — 2:07.71 Япония                                                                                     | Каспар Корбо — 2:07.73 Нидерланды                                                                      |  |  |  |
|                                                | | | |  |  |  |
| 50 м баттерфляй см. подробнее                  | Максим Груссе — 22.48 NR Франция | Ноэ Понти — 22.51 NR Швейцария                                                                                      | Томас Чеккон — 22.67 NR Италия                                                                         |  |  |  |
| 100 м баттерфляй см. подробнее                 | Максим Груссе — 49.62 ER Франция | Ноэ Понти — 49.83 Швейцария                                                                                         | Илья Харун — 50.07 Канада                                                                              |  |  |  |
| 200 м баттерфляй см. подробнее                 | Лука Урландо — 1.51.87 США | Кшиштоф Хмелевский — 1.52.64 Польша                                                                                 | Харрисон Тёрнер — 1.54.17 Австралия                                                                    |  |  |  |
|                                                | | | |  |  |  |
| 200 м комплекс см. подробнее                   | Леон Маршан — 1.53.68 Франция | Шейн Касас — 1.54.30 США                                                                                            | Хуберт Кош — 1.55.34 Венгрия                                                                           |  |  |  |
| 400 м комплекс см. подробнее                   | Леон Маршан — 4:04.73 Франция | Томоюки Мацусита — 4:08.32 Япония                                                                                   | Илья Бородин — 4:09.16 Нейтральные спортсмены B                                                        |  |  |  |
|                                                | | | |  |  |  |
| Эстафета 4×100 м вольный стиль см. подробнее   | Австралия — 3:08.97 CR AR · Флинн Саутем · Кай Тейлор · Максимилиан Джулиани · Кайл Чалмерс                                                  | Италия — 3:09.58 NR · Карлос Д’Амброзио · Томас Чеккон · Лоренцо Дзаццери · Мануэль Фриго · Леонардо Деплано        | США — 3:09.64 · Джек Алекси · Патрик Сэммон · Крис Джулиано · Джонни Калоу · Шейн Касас · Дестин Ласко |  |  |  |
| Эстафета 4×200 м вольный стиль см. подробнее   | Великобритания — 6:59.84 · Мэттью Ричардс · Джеймс Гай · Джек Макмиллан · Данкан Скотт · Эван Джонс · Томас Дин                              | Китай — 7:00.91 · Цзи Синьцзе · Пань Чжаньлэ · Ван Шунь · Чжан Чжаньшуо · Фэй Ливэй                                 | Австралия —7:00.98 · Флинн Саутем · Чарли Хоук · Кай Тейлор · Максимилиан Джулиани · Эдвард Соммервиль |  |  |  |
| Комбинированная эстафета 4×100 м см. подробнее | Нейтральные спортсмены B — 3:26.93 CR ER Мирон Лифинцев Кирилл Пригода Андрей Минаков Егор Корнев Климент Колесников Иван Кожакин Иван Гирёв | Франция — 3:27.96 NR · Йоанн Ндой-Бруар · Леон Маршан · Максим Груссе · Янн Ле Гофф · Жереми Дельбуа · Клеман Секки | США — 3:28.62 · Томми Джентон · Джош Мэтени · Даре Роуз · Джек Алекси · Кэмпбелл Маккин                |  |  |  |

### Женщины
| Дисциплина                                     | Золото | Серебро | Бронза |  |  |  |
| 50 м вольный стиль см. подробнее               | Мег Харрис — 24.02 Австралия | У Цинфэн — 24.26 Китай                                                                                                | Чэн Юйцзе — 24.28 Китай                                                                                         |  |  |  |
| 100 м вольный стиль см. подробнее              | Маррит Стенберген — 52,55 Нидерланды | Молли О’Каллаган — 52,67 Австралия                                                                                    | Торри Хаск — 52,89 США                                                                                          |  |  |  |
| 200 м вольный стиль см. подробнее              | Молли О’Каллаган — 1.53,48 Австралия | Ли Бинцзе — 1.54,52 Китай                                                                                             | Клэр Вайнштейн — 1.54,67 США                                                                                    |  |  |  |
| 400 м вольный стиль см. подробнее              | Саммер Макинтош — 3.56,26 Канада | Ли Бинцзе — 3.58,21 AR Китай                                                                                          | Кэти Ледеки — 3.58,49 США                                                                                       |  |  |  |
| 800 м вольный стиль см. подробнее              | Кэти Ледеки — 8.05,62 CR США | Лани Паллистер — 8.05,98 AR Австралия                                                                                 | Саммер Макинтош — 8.07.29 Канада                                                                                |  |  |  |
| 1500 м вольный стиль см. подробнее             | Кэти Ледеки — 15.26,44 США | Симона Квадарелла — 15.31,79 ER Италия                                                                                | Лани Паллистер — 15.41,18 Австралия                                                                             |  |  |  |
|                                                | | | |  |  |  |
| 50 м на спине см. подробнее                    | Кэтрин Беркофф — 27.08 США | Реган Смит — 27.25 США                                                                                                | Вань Лэтянь — 27.30 Китай                                                                                       |  |  |  |
| 100 м на спине см. подробнее                   | Кейли Маккиоун — 57.16 CR AR Австралия | Реган Смит — 57.35 США                                                                                                | Кэтрин Беркофф — 58.15 США                                                                                      |  |  |  |
| 200 м на спине см. подробнее                   | Кейли Маккиоун — 2:03.33 CR Австралия | Реган Смит — 2:04.29 США                                                                                              | Клер Курзан — 2:06.04 США                                                                                       |  |  |  |
|                                                | | | |  |  |  |
| 50 м брасс см. подробнее                       | Рута Мейлутите — 29,55 Литва | Тан Цяньтин — 30,03 Китай                                                                                             | Бенедетта Пилато — 30,14 Италия                                                                                 |  |  |  |
| 100 м брасс см. подробнее                      | Анна Элендт — 1.05,19 NR Германия | Кейт Дугласс — 1.05,27 США                                                                                            | Тан Цяньтин — 1.05,64 Китай                                                                                     |  |  |  |
| 200 м брасс см. подробнее                      | Кейт Дугласс — 2:18,50 CR AR США | Евгения Чикунова — 2:19,96 Нейтральные спортсмены B                                                                   | Кейлин Корбетт — 2:23,52 ЮАР                                                                                    |  |  |  |
| 200 м брасс см. подробнее                      | Кейт Дугласс — 2:18,50 CR AR США | Евгения Чикунова — 2:19,96 Нейтральные спортсмены B                                                                   | Алина Змушко — 2:23,52 Нейтральные спортсмены A                                                                 |  |  |  |
|                                                | | | |  |  |  |
| 50 м баттерфляй см. подробнее                  | Гретчен Уолш — 24.83 США | Александрия Перкинс — 25.31 Австралия                                                                                 | Рос Ваноттердейк — 25.43 Бельгия                                                                                |  |  |  |
| 100 м баттерфляй см. подробнее                 | Гретчен Уолш — 54.73 CR США | Рос Ваноттердейк — 55.84 NR Бельгия                                                                                   | Александрия Перкинс — 56.33 Австралия                                                                           |  |  |  |
| 200 м баттерфляй см. подробнее                 | Саммер Макинтош — 2.01.99 CR Канада | Реган Смит — 2.04.99 США                                                                                              | Элизабет Деккерс — 2.06.12 Австралия                                                                            |  |  |  |
|                                                | | | |  |  |  |
| 200 м комплекс см. подробнее                   | Саммер Макинтош — 2:06.69 Канада | Александра Уолш — 2:08.58 США                                                                                         | Мэри-Софи Харви — 2:09.15 Канада                                                                                |  |  |  |
| 400 м комплекс см. подробнее                   | Саммер Макинтош — 4:25.78 Канада | Дженна Форрестер — 4:33.26 Австралия                                                                                  | — |  |  |  |
| 400 м комплекс см. подробнее                   | Саммер Макинтош — 4:25.78 Канада | Мио Нарита — 4:33.26 Япония                                                                                           | — |  |  |  |
|                                                | | | |  |  |  |
| Эстафета 4×100 м вольный стиль см. подробнее   | Австралия — 3:30.60 · Молли О’Каллаган · Мег Харрис · Милла Дженсен · Оливия Вунш · Эбби Уэбб · Ханна Кейси                               | США — 3:31.04 · Симоне Мануэль · Кейт Дугласс · Эрин Геммелл · Торри Хаск · Анна Муш                                  | Нидерланды — 3:33.89 · Милау ван Вейк · Тесса Гиле · Сам ван Нюнен · Маррит Стенберген · Фемке Спиринг          |  |  |  |
| Эстафета 4×200 м вольный стиль см. подробнее   | Австралия — 7:39.35 · Лани Паллистер · Джейми Перкинс · Бриттани Кастеллуццо · Молли О’Каллаган · Эбби Уэбб · Милла Дженсен · Ханна Кейси | США — 7:40.01 · Клэр Вайнштейн · Анна Пепловски · Эрин Геммелл · Кэти Ледеки · Симоне Мануэль · Анна Муш · Белла Симс | Китай — 7:42.99 · Лю Ясинь · Ян Пэйци · Юй Итин · Ли Бинцзе · Юй Цзыди · У Цинфэн                               |  |  |  |
| Комбинированная эстафета 4×100 м см. подробнее | США — 3:49.34 WR · Реган Смит · Кейт Дугласс · Гретчен Уолш · Торри Хаск · Кэтрин Беркофф · Лилли Кинг · Клер Курзан · Симоне Мануэль     | Австралия — 3:52.67 · Кейли Маккиоун · Элла Рэмси · Александрия Перкинс · Молли О’Каллаган · Сиенна Туи               | Китай — 3:54.77 · Пэн Сюйвэй · Тан Цяньтин · Чжан Юйфэй · Чэн Юйцзе · Вань Лэтянь · Ян Чан · Юй Итин · У Цинфэн |  |  |  |

### Смешанные дисциплины
| Дисциплина                                     | Золото | Серебро | Бронза |
| Эстафета 4×100 м вольный стиль см. подробнее   | США — 3:18.48 WR · Джек Алекси · Патрик Сэммон · Кейт Дугласс · Торри Хаск · Крис Джулиано · Джонни Калоу · Симоне Мануэль                | Нейтральные спортсмены B — 3:19.68 ER Егор Корнев Иван Гирёв Дарья Трофимова Дарья Клепикова Владислав Гринёв Алина Гайфутдинова Милана Степанова | Франция — 3:21.35 · Максим Груссе · Янн Ле Гофф · Мари Ваттель · Бериль Гастальделло · Рафаэль Фант-Дамер · Альбан Кашо |
| Комбинированная эстафета 4×100 м см. подробнее | Нейтральные спортсмены B — 3:37.97 CR Мирон Лифинцев Кирилл Пригода Дарья Клепикова Дарья Трофимова Данил Семьянинов Александра Кузнецова | Китай — 3:39.99 · Сюй Цзяюй · Цинь Хайян · Чжан Юйфэй · У Цинфэн · Дун Чжихао · Юй Итин · Чэн Юйцзе                                               | Канада — 3:40.90 · Кайли Масс · Оливер Доусон · Джошуа Льендо · Тейлор Рак · Ингрид Вильм · Бруклин Даутрайт            |

## Комментарии
1. 1 2 3 4 5 6 7 8  В соответствии с санкциями, введёнными после российского вторжения в Украину, спортсменам из России было запрещено использовать наименование своей страны, флаг и гимн. Вместо этого они участвовали как «Нейтральные спортсмены B (NAB)» под флагом Международной федерации плавания.
2. ↑  В соответствии с санкциями, введёнными после российского вторжения в Украину, спортсменам из Беларуси было запрещено использовать наименование своей страны, флаг и гимн. Вместо этого они участвовали как «Нейтральные спортсмены A (NAA)» под флагом Международной федерации плавания.